# علی بن محمد سمری
در اعتقادات شیعیان دوازده امامی ابوالحسن، علی بن محمد سَمَری، چهارمین نایب خاص امام زمان در دوران غیبت صغری است. وی پس از خود نایبی معرفی نکرد. از این رو بنا به اعتقادات امامیه پس از مرگ وی غیبت کبری آغاز شده‌است.

## زادگاه
سَمَری منسوب به سَمَر یکی از روستاهای بصره است که بین بصره و واسط قرار دارد. از تاریخ تولد علی بن محمد سمری اطلاعی در دست نیست. وی در خانواده ای شیعه که به خدمات نیکو در تشکیلات نمایندگی امامان شیعه معروف بودند، به دنیا آمد . 

## نیابت
سمری از اصحاب امام یازدهم شیعیان، حسن عسکری بوده‌است. وی از خواص شیعه در زمان خود بود. حسین بن روح نایب پیشین از طرف امام غائب وی را برای مدت سه سال به نیابت خاصه منصوب کرد. بنا به ادعای گروهی از شیعیان علی بن محمد چند روز پیش از مرگ دستخطی منسوب به محمد بن حسن عسکری (در اصطلاح خاص شیعه توقیع) به شیعیان نشان داد که در آن بر خلاف رسم نایبان پیشین جانشینی تعیین نشده بود. متن دستخط ادعایی از قرار زیر بود:
بسم الله الرحمن الرحیم

ای علی بن محمد سمری! خداوند در سوگ فقدان تو پاداشی بزرگ به برادرانت عطا کند. تو تا شش روز دیگر از دنیا خواهی رفت. کارهایت را مرتب کن و هیچ‌کس را به جانشینی خود مگمار. دوران غیبت کامل فرا رسیده‌است و من جز با اجازه خداوند متعال ظهور نخواهم کرد و ظهور من پس از گذشت مدتی طولانی و قساوت دلها و پر شدن زمین از ستم خواهد بود. افرادی نزد شیعیان من مدّعی مشاهده من (ارتباط با من به عنوان نایب خاص) خواهند شد. آگاه باشید که هر کس پیش از خروج سفیانی و صیحه آسمانی چنین ادعایی بکند، دروغگو و افترا زننده‌است و هیچ حرکت و نیرویی جز به خداوند عظیم نیست.
در ششمین روز، وی در سال ۳۲۹ هجری از دنیا رفت. ولی‏ شیخ صدوق در کتاب کمال الدین، ج۲، ص۵۰۳ و فضل بن حسن طبرسی در کتاب اعلام الوری، ص۴۱۷ سال رحلت ایشان را سال ۳۱۸ه‍.ق ثبت کرده‌اند.
مقبره شیخ سُمَّری در نزدیکی مزار شیخ کلینی در بغداد است.

## آغاز غیبت کبری
بعد از در گذشت ابوالحسن سمری، مرحله جدیدی در تاریخ شیعه که به دوران غیبت کبری معروف است آغاز گشت.
از جانب  جعفر صادق  نقل شده: پس هنگامی که عذاب بر بنی اسرائیل طولانی شد، به درگاه خدا چهل روز ناله و گریه کردند پس خداوند به  موسی  و هارون وحی کرد و امر نمود که آن‌ها را از فرعون نجات بدهند پس ۱۷۰ سال باقی‌مانده از ۴۰۰ سال عذاب را بر آنان بخشید. 
جعفر صادق : شما شیعیان هم این گونه هستید. اگر همان کاری را بکنید که بنی اسرائیل کردند خدا حتماً فرج ما را می‌رساند. اما اگر چنین کاری نکنید، این امر تا پایانش ادامه خواهد داشت. (تفسیر عیاشی، ج ۲، ص ۱۵۴)

## درگذشت
علی بن محمد سمری در سال ۳۲۹ هجری درگذشته است. قبر وی در شهر بغداد در شمال مدرسه مستنصریه و در برابر سر درب تاریخی آن قرار دارد.